# Мемориальный музей Росса
Мемориальный музей Росса (англ. Ross Memorial Museum) — музей декоративно-прикладного искусства в Сент-Андрусе провинции Нью-Брансуик (Канада). Дом начала XIX века, расположенный в Национальном историческом районе Сент-Андруса, и личную коллекция декоративно-прикладного искусства передали в дар городу Сара Джульетт Росс и её муж Генри Фиппс Росс.

## История

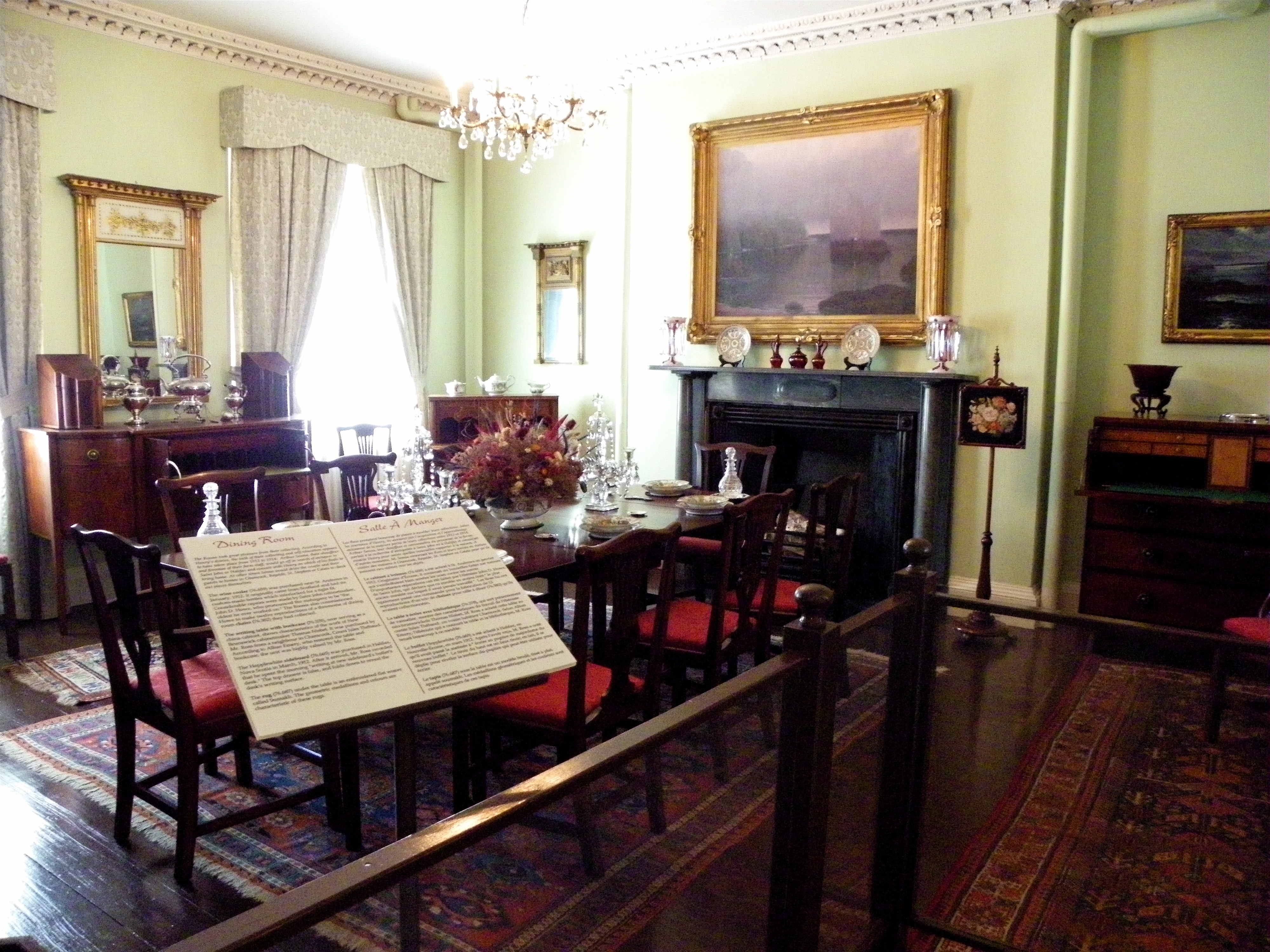
Столовая. Коллекция мебели XIX века и живописи в одной из комнат музея

Генри Фиппс Росс и его жена Сара Джульетт Росс были американцами, которые посетили Сент-Андрус в 1902 году на пикник и купили дом и поместье в соседнем Чамкуке. Каждый год они проводили несколько месяцев в поместье до 1945 года. Росс были серьёзными коллекционерами и собрал большую коллекцию мебели Нью-Брансуика начала XIX века, сделанную такими краснодеревщиками, как Томас Нисбет, Александр Лоуренс, Роберт Чиллас, Джон и Джонас Хоу, Альберт Лордли и Альбан Эмери. Будучи путешественниками, они проехали из Нью-Брансуика в Калифорнию в 1919 году, совершили один из первых кругосветных круизов в 1925 году, затем посетили Азию и Африку в 1930-х годах. Коллекцию местных диковинок они привозили в своё поместье в Нью-Брансуике. Восточные ковры вызывали особый интерес у Россов и музей обладает обширной коллекцией ковров. У Росс было много друзей-художников в Калифорнии, где они жили некоторое время. В музее представлены работы таких художников, как Мэри Кертис Ричардсон, Уильям Рэймонд Итон, Уильям Поузи Сильва и Эдит Магуайр. Джордж Хорн Рассел, монреальский художник, у которого была студия в Сент-Андрусе, также был близким другом Россов и многие его картин находятся в коллекции музея.
В 1938 году Росс приобрёл Честнат-Холл в центре Сент-Андруса, солидный кирпичный дом в георгианском стиле, построенном Харрисом Хэтчем в 1824 году, для размещения в нём своей коллекции. В 1945 году Джульетта и Генри Росс умерли с разницей в несколько дней. После исполнения многочисленных пунктов завещания, крупная коллекция перешла городу. В результате в 1980 году был открыт Мемориальный музей Росса, за ним была построена Мемориальная библиотека Росса, а на территории больницы в соседнем Сент-Стефане было построено Мемориальное крыло Росса.